# Liste der Monuments historiques in Maizières-lès-Brienne
Die Liste der Monuments historiques in Maizières-lès-Brienne führt die Monuments historiques in der französischen Gemeinde Maizières-lès-Brienne auf.

## Liste der Immobilien
| Bezeichnung                    | Beschreibung           | Standort               | Kennzeichnung | Schutzstatus | Datum | Bild           |
| ------------------------------ | ---------------------- | ---------------------- | ------------- | ------------ | ----- | -------------- |
| Kirche St-Julien-l’Hospitalier | ab dem 12. Jahrhundert | Rue de l’Église (Lage) | PA00078146    | Inscrit      | 1926  | weitere Bilder |

## Liste der Objekte
| Bezeichnung                  | Beschreibung | Standort                                     | Kennzeichnung | Schutzstatus | Datum | Bild |
| ---------------------------- | --- | -------------------------------------------- | ------------- | ------------ | ----- | ---- |
| Skulptur Madonna mit Kind    | Kalkstein, farbig gefasst, 16. Jahrhundert | in der Kirche St-Julien-l’Hospitalier (Lage) | PM10001142    | Classé       | 1959  |      |
| Neun Kirchenfenster          | Ensemble aus PM10003178 bis PM10003181 | in der Kirche St-Julien-l’Hospitalier (Lage) | PM10001139    | Classé       | 1894  |      |
| Zwei Kirchenfenster          | auf der Nordseite des Langhauses; aus dem 16. Jahrhundert; dargestellt u. a. das Leben des heiligen Nikolaus                                         | in der Kirche St-Julien-l’Hospitalier (Lage) | PM10003178    | Classé       | 1894  |      |
| Drei Kirchenfenster          | auf der Südseite des Langhauses; aus dem 16. Jahrhundert; dargestellt u. a. die Wurzel Jesse und Mariä Himmelfahrt                                   | in der Kirche St-Julien-l’Hospitalier (Lage) | PM10003179    | Classé       | 1894  |      |
| Drei Kirchenfenster          | Nord- und Zentralfenster des Chorraums; aus dem 16. Jahrhundert; dargestellt u. a. die Vertreibung aus dem Paradies, Marienleben und Passion Christi | in der Kirche St-Julien-l’Hospitalier (Lage) | PM10003180    | Classé       | 1894  |      |
| Zwei Kirchenfenster          | auf der Südseite des Chorraums; aus dem 16. Jahrhundert; dargestellt u. a. Martha und Maria, der heilige Georg und Johannes der Täufer               | in der Kirche St-Julien-l’Hospitalier (Lage) | PM10003171    | Classé       | 1894  |      |
| Hauptaltar                   | Altartisch und Tabernakel; Marmor, 18. Jahrhundert                                                                                                   | in der Kirche St-Julien-l’Hospitalier (Lage) | PM10001140    | Classé       | 1959  |      |
| Wandvertäfelung              | ein Paneel; Holz, 18. Jahrhundert, eventuell aus dem Kloster Boulancourt in Longeville-sur-la-Laines                                                 | in der Kirche St-Julien-l’Hospitalier (Lage) | PM10001143    | Classé       | 1959  |      |
| Skulptur Johannes der Täufer | Kalkstein, farbig gefasst, Anfang des 16. Jahrhunderts                                                                                               | in der Kirche St-Julien-l’Hospitalier (Lage) | PM10001141    | Classé       | 1959  |      |